# Armstrong Siddeley Deerhound
Der Armstrong Siddeley Deerhound ist ein Flugmotor, den der britische Hersteller Armstrong Siddeley von 1935 bis 1941 entwickelte. Der dreireihige 21-Zylinder-Sternmotor hatte einen Hubraum von 37.031 cm³. Es entstanden elf Prototypen. Eine Variante mit vergrößertem Hubraum hieß Boarhound und kam nie in die Flugerprobung. Ein verwandter, sehr viel größerer Motor war der Wolfhound, von dem allerdings noch nicht einmal ein Prototyp gebaut wurde. Die Entwicklung all dieser Motoren wurde unterbrochen, als im April 1941 das Werk bombardiert wurde. Am 3. Oktober 1941 wurde das gesamte Projekt vom Air Ministry ad acta gelegt.

## Konstruktion und Entwicklung
Beim Deerhound waren bemerkenswerterweise die drei Zylindersterne nicht gegeneinander versetzt, sodass sich sieben Zylinderbänke mit je drei Zylindern ergaben (Reihensternmotor). Anders als frühere Motoren des Herstellers hatte dieser Reihensternmotor obenliegende Nockenwellen, wobei jede Nockenwelle die Ein- und Auslassventile einer Zylinderbank bediente.
Die Flugerprobung begann 1938 mit einer Armstrong Whitworth Whitley Mark II mit der Seriennummer K7243, wobei sich Probleme mit der Kühlung des hinteren Zylindersterns abzeichneten. Diesem Problem begegnete man durch die Konstruktion einer „Umkehrstromkühlung“, bei der ein großer Lufteinlass im hinteren Teil der Cowling den Luftstrom nach vorne leitete, wo er hinter dem Propeller wieder austrat. Das Projekt wurde weit zurückgeworfen, als die Whitley bei einem Start im März 1940 abstürzte, wobei der Pilot ums Leben kam. Als Unfallursache wurde eine falsche Trimmung festgestellt; der Motor hatte damit nichts zu tun. Es wurde ein einzelner Prototyp Deerhound Mark III gebaut und erprobt. Er überdauerte bis in die 1970er-Jahre und wurde dann verschrottet. Die Entwicklungsarbeit an den frühen Motoren wurde am 23. April 1941 auf Geheiß des Air Ministry eingestellt, wobei der Mark III noch bis zum 3. Oktober 1941 erprobt werden durfte. Dann mussten alle Unterlagen an Rolls-Royce übergeben werden.
Eine geplante Variante mit vergrößertem Hubraum, der Boarhound, wurde nie erprobt und eine noch viel größere Variante, der Wolfhound, existierte nur auf Zeichnungen. Letztere hatte vier Sterne mit je sieben Zylindern und einen Hubraum von 61.172 cm³. Die Startleistung wurde auf 2600 bis 2800 bhp (1911–2059 kW) geschätzt.

## Reihensternmotoren von Armstrong Siddeley
Das „Hyena“-Konstruktionsprinzip (Reihensternmotor) wurde bei anderen Motoren fortgesetzt, allerdings mit nur geringem wirtschaftlichen Erfolg. Nur der Deerhound und der Hyena wurden jemals tatsächlich gebaut.
Hyena15 Zylinder (3 Sterne)
Terrier14 Zylinder (2 Sterne)
Deerhound21 Zylinder (3 Sterne)
Wolfhound28 Zylinder (4 Sterne)
Boarhound24 Zylinder (4 Sterne, gleiches Format wie der spätere Junkers Jumo 222)
Mastiff36 Zylinder (4 Sterne)

## Varianten
Deerhound I1115 bhp (831 kW): 4 Stück
Deerhound II1500 bhp (1118 kW), Hubraum auf 41.115 cm³ vergrößert: 6 Stück
Deerhound III1800 bhp (1342 kW), wesentliche Überarbeitung durch Stewart Tresilian: 1 Stück

## Flugzeuge mit Armstrong Siddeley Deerhound
Das einzige Flugzeug mit solch einem Motor war die im März 1940 abgestürzte, modifizierte Armstrong Whitworth Whitley, die als Versuchsträger genutzt wurde.

## Daten (Deerhound I)

### Allgemein
- dreireihiger 21-Zylinder-Sternmotor mit je drei Zylindern in Reihe, luftgekühlt, mit Kompressor
- Bohrung: 135 mm
- Hub: 127 mm
- Hubraum: 37.031 cm³

### Komponenten
- Ventiltrieb: zwei Ventile pro Zylinder, mit obenliegender Nockenwelle
- Kompressor: auf allen Zylindern
- Brennstoff: Flugbenzin, 87 Oktan
- Kühlung: Luft
- Reduktionsgetriebe: nein

### Leistung
- Leistung: 1115 bhp (831 kW) bei 1500/min.
- Literleistung: 22,44 kW/l[2]